# Holiday Wishes (album của Idina Menzel)
| Đánh giá chuyên môn | Đánh giá chuyên môn |
| Nguồn đánh giá      | Nguồn đánh giá      |
| Nguồn               | Đánh giá            |
| ------------------- | ------------------- |
| Allmusic            | [ 2 ]               |
| FDRMX               | [ 3 ]               |
| Los Angeles Times   | [ 4 ]               |
| Chicago Suntimes    | [ 5 ]               |
| Renowned for Sound  | [ 6 ]               |
| Complex             | [ 7 ]               |

Holiday Wishes, hay còn gọi là Christmas Wishes, (tạm dịch: Lời chúc Giáng sinh) là album phát hành cho dịp Giáng sinh của nữ ca sĩ-nhạc sĩ và diễn viên người Mĩ Idina Menzel. Album được sản xuất bởi Walter Afanasieff và được phát hành thông qua Warner Bros. Records vào ngày 14 tháng 10 năm 2014 tại Mĩ, và vào ngày 3 tháng 11 tại Anh. Đây là album phòng thu thứ tư của nữ ca sĩ, cũng đồng thời là album đầu tiên của cô trong 6 năm trở lại đây. Album bao gồm thêm một bản song ca giữa cô và nam ca sĩ Michael Bublé.

## Bối cảnh sản xuất
Trong một buổi biểu diễn vào mùa hè năm 2014 trên Radio City Music Hall, Menzel đã tiết lộ một số thông tin về album và thông báo rằng bài hát "December Prayer" sẽ là một bài hát gốc do cô sáng tác. Cô cũng nói thêm về một số điều có liên quan đến quốc tịch Do Thái của cô, "tôi biết tôi là người Do Thái. Nhưng rất nhiều người Do Thái nổi tiếng đã viết những ca khúc Giáng sinh, nên tôi sẽ cố gắng đưa một vài bài hát của họ vào album này." Dù vậy, "December Prayer" vẫn là một bài hát lại ca khúc của Yvonne Catterfeld. Phiên bản hát lại theo bản gốc của Catterfeld có trong album Blau im Blau phát hành năm 2010 của cô.

## Diễn biến thương mại
Sau khi phát hành, Holiday Wishes ra mắt trên bảng xếp hạng US Billboard 200 tại vị trí #13 với doanh số bán lẻ vào khoảng 20.000 bản, giúp cho album trở thành album hát đơn đạt vị trí cao nhất trên bảng xếp hạng này trong sự nghiệp của cô. Trong tuần thứ 6 trên bảng xếp hạng, album đạt doanh số 33.000 bản và vươn lên vị trí #10, tiếp tục giúp album trở thành album hát đơn đầu tiên của Menzel lọt vào top 10 của bảng xếp hạng Billboard 200. Tính đến giữa tháng 12 năm 2014, album này đã bán được 161.000 bản, trở thành album hát đơn bán chạy nhất trong sự nghiệp của cô tính đến thời điểm hiện tại. Holiday Wishes đạt tổng doanh thu 370.000 bản trong cả năm 2014, trở thành album Giáng Sinh bán chạy thứ nhì năm 2014, đứng sau That's Christmas to Me của Pentatonix với doanh thu gấp gần 4 lần (1,14 triệu bản). Trong ấn bản ra ngày 20 tháng 12 năm 2014, album đã đạt đến vị trí cao nhất là #6 trên bảng xếp hạng US Billboard 200.

## Danh sách và thứ tự các bài hát
- Tất cả các bài hát đều được sản xuất bởi Walter Afanasieff, trừ bài hát "When You Wish upon a Star" được sản xuất bởi Rob Mounsey.

| STT | Nhan đề                                          | Sáng tác                             | Thời lượng |
| --- | ------------------------------------------------ | ------------------------------------ | ---------- |
| 1.  | "Do You Hear What I Hear"                        | Noel Regney, Gloria Shayne Baker     | 3:45       |
| 2.  | "The Christmas Song"                             | Bob Wells, Mel Tormé                 | 3:32       |
| 3.  | "Baby It's Cold Outside" (hát với Michael Bublé) | Frank Loesser                        | 2:46       |
| 4.  | "Have Yourself a Merry Little Christmas"         | Ralph Blane, Hugh Martin             | 5:43       |
| 5.  | "All I Want for Christmas Is You"                | Mariah Carey, Walter Afanasieff      | 5:12       |
| 6.  | "What Are You Doing New Year's Eve?"             | Frank Loesser                        | 4:36       |
| 7.  | "December Prayer"                                | Afanasieff, Menzel, Charlie Midnight | 4:50       |
| 8.  | "When You Wish upon a Star"                      | Leigh Harline, Ned Washington        | 3:00       |
| 9.  | "Silent Night"                                   | Franz Xaver Gruber, Joseph Mohr      | 4:30       |
| 10. | "River"                                          | Joni Mitchell                        | 4:01       |
| 11. | "Holly Jolly Christmas"                          | Johnny Marks                         | 2:27       |
| 12. | "White Christmas"                                | Irving Berlin                        | 4:12       |

| Bài hát thêm cho phiên bản Target | Bài hát thêm cho phiên bản Target       | Bài hát thêm cho phiên bản Target | Bài hát thêm cho phiên bản Target |
| STT                               | Nhan đề                                 | Sáng tác                          | Thời lượng                        |
| --------------------------------- | --------------------------------------- | --------------------------------- | --------------------------------- |
| 13.                               | "Mother's Spiritual"                    | Laura Nyro                        | 4:19                              |
| 14.                               | "Let It Snow, Let It Snow, Let It Snow" | Sammy Cahn, Jule Styne            | 2:41                              |

## Xếp hạng (album)
| Bảng xếp hạng (2014)        | Vị trí cao nhất |
| --------------------------- | --------------- |
| Australian Albums (ARIA)    | 55              |
| Album Anh Quốc (OCC)        | 42              |
| Album Hoa Kỳ Billboard 200  | 6               |
| US Billboard Holiday Albums | 1               |
| US Billboard Digital Albums | 9               |

## Xếp hạng (các bài hát trong album)
| Năm  | Bài hát                                      | Vị trí cao nhất      |
| Năm  | Bài hát                                      | US Billboard Hot 100 |
| ---- | -------------------------------------------- | -------------------- |
| 2014 | "Baby It's Cold Outside" (với Michael Bublé) | 78                   |